# Кинтайское староство
Кинтайское староство (лит. Kintų seniūnija) — одно из 11 староств Шилутского района, Клайпедского уезда Литвы. Административный центр — местечко Кинтай.

## География
Расположено в западной части Литвы, в Приморской низменности и дельте Немана на побережье Куршского залива. 
Граничит с Руснеским староством на юге, Шилутским — на юго-востоке, Саугосским — на востоке, Прекульским староством Клайпедского района — на севере, и омывается Куршским заливом на западе.
Наиболее крупным озером является Кроку-Ланка, расположенное в южной части староства. Около озера также расположено крупнейшее болото староства — Аукштумало, а в северной части, на границе с Прекульским староством Клайпедского района, южная половина крупного болота Свянцяле. По территории староства протекают следующие реки: Атмата, Миния, Гялжинис, Упайтис, Аукштумала, Кампупе, Памарукас, Тянянис, Пурваланкис.

## Население
Кинтайское староство включает в себя местечко Кинтай и 24 деревни.